# Barrio universitario (película)
Barrio universitario es una película chilena de comedia, dirigida por Esteban Vidal y estrenada en julio de 2013. Fue producida por Pablo Larraín y Juan de Dios Larraín, y escrita por Fabrizio Copano y Pedro Ruminot. Fue protagonizada por Fabrizio Copano, Juanita Ringeling, Sergio Freire, Pedro Ruminot, Rodrigo Salinas y Luis Dubó.

## Sinopsis
Barrio universitario habla sobre la búsqueda del amor verdadero, la amistad y la superación en medio de una batalla entre un humilde centro de formación técnica y la universidad más poderosa del país. El máximo premio del concurso: un robot para Chile. 

## Reparto
- Fabrizio Copano como Miguel.
- Juanita Ringeling como Isadora.
- Pedro Ruminot como Dakota.
- Sergio Freire como Dallas.
- Rodrigo Salinas como Guata.
- Alessandra Denegri como Celeste.
- Luis Dubó como Profesor Guajardo.
- Felipe Avello como Chueco Molina.

### Cameos
En la película participan varios famosos con pequeños roles:
- Iván Arenas, interpreta a un veterinario.[1]
- David Díaz, es el robot con que los estudiantes del Instituto Profesional Michael J. Fox ganan el concurso de robótica.[1]
- Ítalo Passalacqua, se interpreta a sí mismo.[1]
- Fernando Alarcón, interpreta a un científico.[1]
- Fernando Farías, interpreta a un médico.[1]
- Paul Vásquez, como Cumatron.

## Crítica
Barrio universitario ha recibido opiniones mixtas de los críticos. Leopoldo Muñoz, de Las Últimas Noticias y CNN Chile, reprobó el guion, las actuaciones y el montaje. Hugo Díaz, del portal  Cine, TV & más, destacó su humor satírico y absurdo, pero hizo ver su falta de coherencia interna.

## Banda sonora
1. Los Ramblers - Twist del estudiante
2. Ases Falsos - Estudiar y trabajar
3. Ana Tijoux - Despabilate
4. Francisca Valenzuela - Que sería
5. Los Bunkers - Canción para mañana
6. Alberto Plaza - Milagro de abril
7. Alberto Plaza - Que cante la vida
8. Primavera de Praga (banda) - Ser Feliz
9. Pánico (banda) - Transpiralo